# Revmatonísi
Revmatonísi, en grec moderne : Ρευματονήσι, est un îlot au large de l'île d'Antíparos, en Égée-Méridionale, Grèce. 
Selon le recensement de 2011, l'îlot est inhabité.